# Fritz Ohlwärter
Fritz Ohlwärter (Rosenheim, 25 de febrero de 1948) es un deportista alemán que compitió para la RFA en bobsleigh en las modalidades doble y cuádruple.
Ganó cinco medallas en el Campeonato Mundial de Bobsleigh entre los años 1974 y 1979, y una medalla en el Campeonato Europeo de Bobsleigh de 1973.

## Palmarés internacional
| Campeonato Mundial | Campeonato Mundial   | Campeonato Mundial | Campeonato Mundial |
| Año                | Lugar                | Medalla            | Prueba             |
| ------------------ | -------------------- | ------------------ | ------------------ |
| 1974               | Sankt Moritz (Suiza) | Medalla de plata   | Doble              |
| 1975               | Cervinia (Italia)    | Medalla de plata   | Doble              |
| 1975               | Cervinia (Italia)    | Medalla de plata   | Cuádruple          |
| 1977               | Sankt Moritz (Suiza) | Medalla de bronce  | Cuádruple          |
| 1979               | Königssee (RFA)      | Medalla de plata   | Doble              |
| Campeonato Europeo |                      |                    |                    |
| Año                | Lugar                | Medalla            | Prueba             |
| 1973               | Cervinia (Italia)    | Medalla de oro     | Cuádruple          |